# Phoenix Raei
Phoenix Raei (Shiraz, 28 ottobre 1990) è un attore iraniano naturalizzato australiano.

## Biografia
Nato in Iran, da piccolo è emigrato in Australia con la famiglia. Nel 2021 è tra i protagonisti della serie Netflix Clickbait.

## Filmografia parziale

### Cinema
- Black Site - La tana del lupo (Black Site), regia di Sophia Banks (2022)

### Televisione
- Wentworth – serie TV, episodi 6x09-7x01 (2018-2019)
- The Heights – serie TV, 60 episodi (2019-2020)
- Stateless, regia di Emma Freeman e Jocelyn Moorhouse – miniserie TV, 5 puntate (2020)
- Clickbait – miniserie TV, 8 puntate (2021)
- The Night Agent – serie TV, 10 episodi (2023)
- Teheran – serie TV, 4 episodi (2024)
- Apple Cider Vinegar, regia di Jeffrey Walker – miniserie TV, 5 puntate (2025)

## Doppiatori italiani
Nelle versioni in italiano delle opere in cui ha recitato, Phoenix Raei è stato doppiato da:
- Emanuele Ruzza in Stateless
- Raffaele Carpentieri in Clickbait
- Gabriele Vender in The Night Agent
- Gabriele Lopez in Apple Cider Vinegar